# Ahmad Koulamallah
Ahmad Koulamallah, född 1912, död 1995, var regeringschef i Tchad från 12 till 26 mars 1959.